# James Wolfe

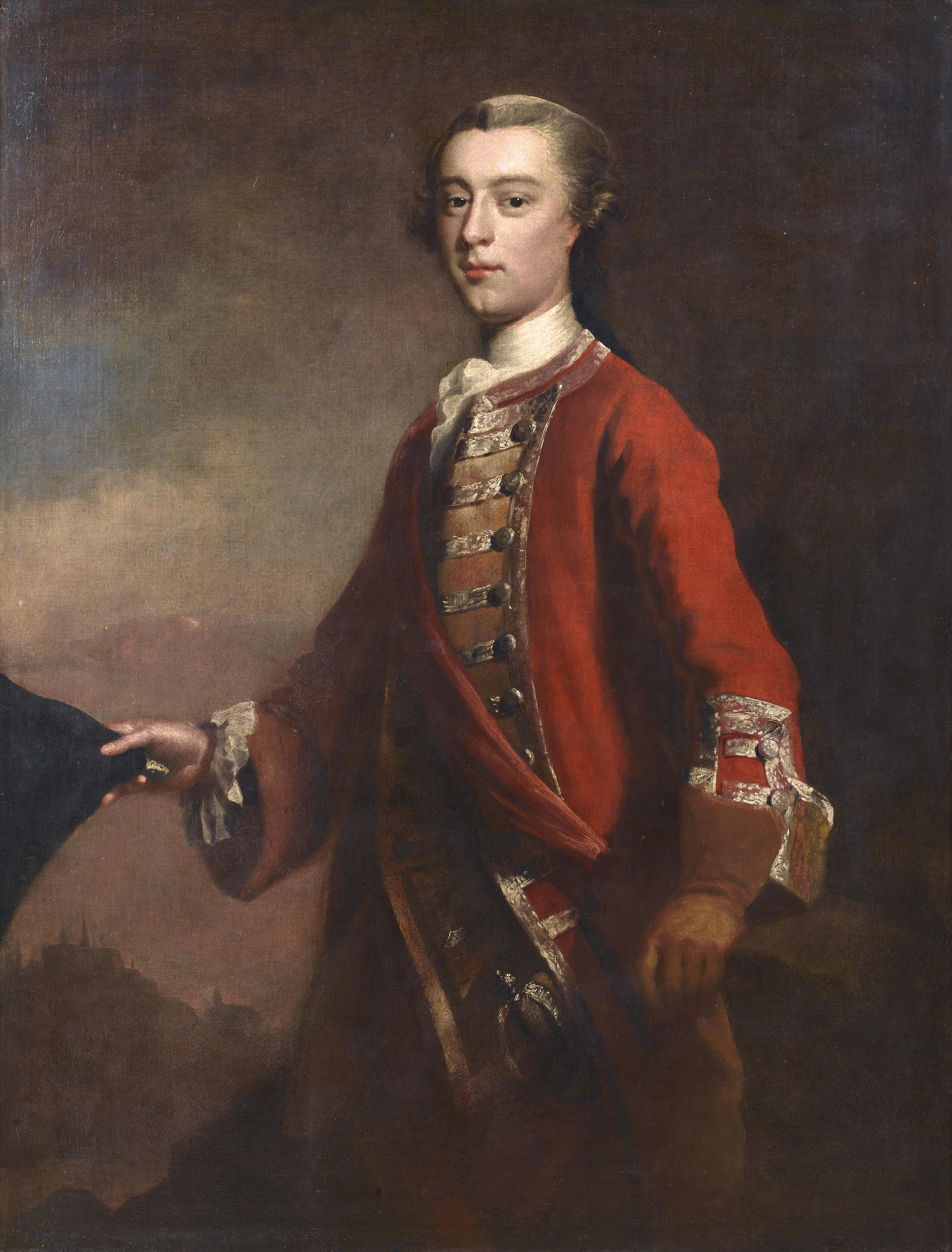
Porträt von James Wolfe

James Wolfe (* 2. Januar 1727 in Westerham, Kent; † 13. September 1759 in Québec) war ein britischer General, bedeutend durch seine Rolle bei der Eroberung Kanadas durch Großbritannien. Seine Eroberung der Stadt Québec in der Schlacht auf der Abraham-Ebene am 13. September 1759 war der Wendepunkt in den Franzosen- und Indianerkriegen, der den Briten die Herrschaft über Kanada brachte.

## Leben
James Wolfe war Sohn des Offiziers Edward Wolfe (1685–1759) und seiner Frau Henrietta (1704–1764) und von frühester Jugend für eine militärische Karriere erzogen, obwohl er ein zierliches und empfindliches Kind war. 1738 zog die Familie nach Greenwich. Bereits als 14-Jähriger trat er 1742 als Unterleutnant in das Marineinfanterie-Regiment seines Vaters ein und nahm mit diesem am Österreichischen Erbfolgekrieg (1740–1748) gegen die Franzosen teil, wo er 1743 an der Schlacht bei Dettingen beteiligt war.
Noch im selben Jahr wurde er Leutnant, 1744 Hauptmann in einem Infanterieregiment. Danach diente er unter dem Herzog von Cumberland im Feldzug von 1745 und 1746 gegen die Revolte der von Prinz Charles Edward Stuart geführten schottischen Jakobiten, wo er die Schlachten von Falkirk und Culloden erlebte. Nach der Niederschlagung des Aufstands kehrte er auf das europäische Festland zurück, wo er in der Schlacht bei Lauffeldt nahe Maastricht (21. Juni 1747) verwundet und für sein Verhalten im Gefecht gelobt wurde.
1749 erreichte Wolfe den Rang eines Majors, 1750 den eines Oberstleutnants und Regimentskommandeurs. Nach dem Ausbruch des Siebenjährigen Kriegs (1756–1763, in Nordamerika Franzosen- und Indianerkrieg, 1754–1763) nahm er 1757 an einer misslungenen Landeoperation bei Rochefort (Frankreich) teil und war einer der wenigen Offiziere, die sich bei dieser Aktion auszeichneten. Er erregte die Aufmerksamkeit des Premierministers William Pitt, der ihn 1758 zum Brigadegeneral befördern ließ und mit General Jeffrey Amherst nach Nordamerika schickte, um die französische Festung Louisbourg auf der Kap-Breton-Insel anzugreifen. Wolfe kommandierte die erste britische Landungswelle trotz des schweren französischen Abwehrfeuers persönlich und spielte in der Folge trotz seines schlechten Gesundheitszustands bei dem Erfolg der Belagerung eine wesentliche Rolle. Laut Amherst schien er überall zu sein, trieb seine Soldaten und sich selbst permanent an und führte sie auch unter schwerstem Feuer persönlich.

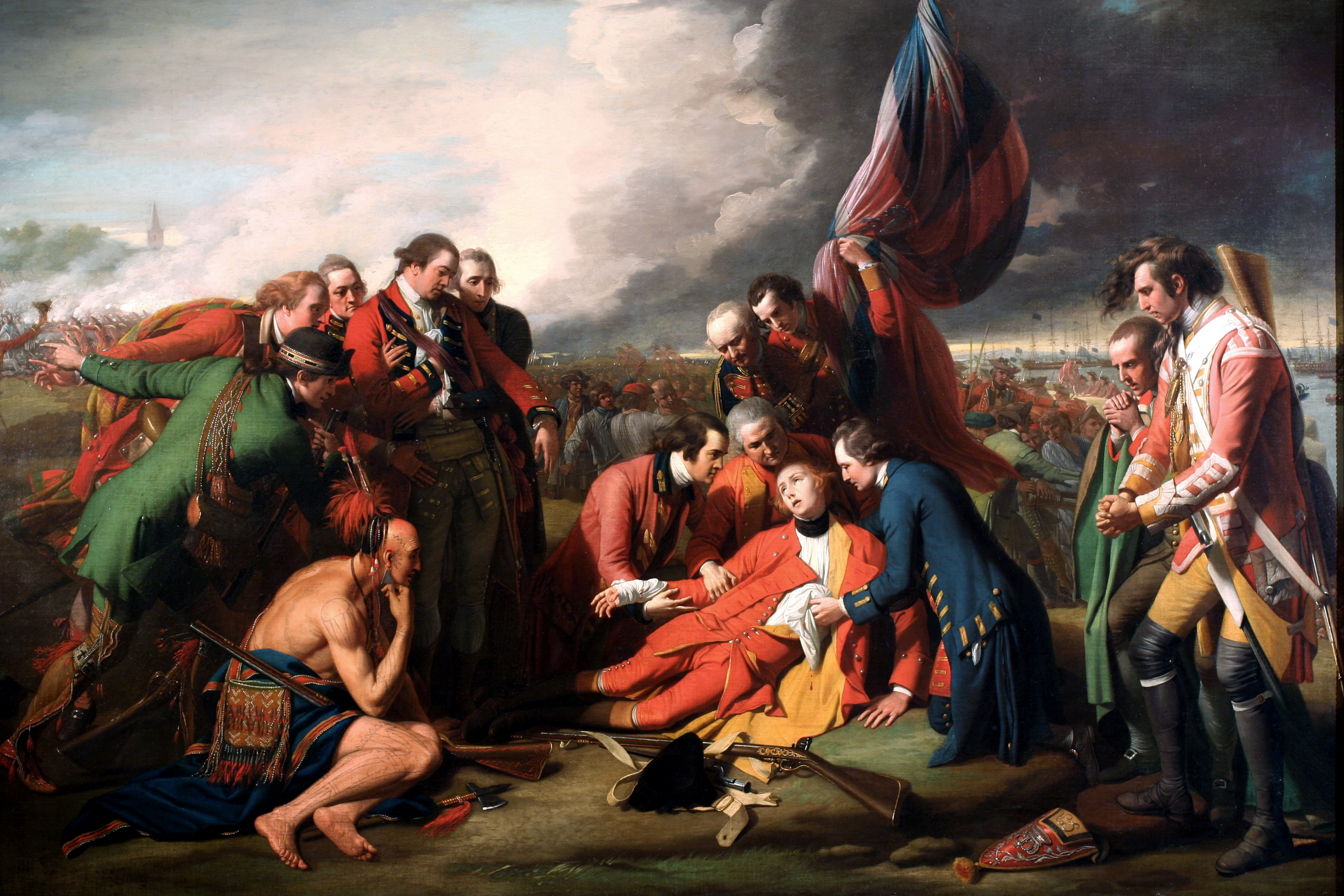
Tod von General James Wolfe in der Schlacht auf der Abraham-Ebene

Nach der Eroberung von Louisbourg kehrte Wolfe zunächst nach England zurück, wurde aber 1759 Oberbefehlshaber einer gegen Québec geschickten Armee. Nach einer erfolgreichen Landung und einer schwierigen, zweieinhalbmonatigen Belagerung, während der er größtenteils schwer krank war, er litt wie sein 1744 daran verstorbener Bruder Edward an Tuberkulose, fand er einen ungenügend gesicherten Zugang auf das Plateau von Québec und konnte einen Teil seiner Armee dorthin bringen. In der folgenden Schlacht auf der Abraham-Ebene gelang es ihm am 13. September 1759, die von Louis-Joseph de Montcalm geführte französische Armee entscheidend zu schlagen. Wolfe wurde während der Schlacht dreimal verwundet, zuletzt tödlich, und starb am 13. September im Bewusstsein seines Sieges. Auch sein Gegner Montcalm wurde tödlich verwundet und starb am folgenden Tag.
Wolfes Leichnam wurde nach England überführt und in der Kirche St Alfege’s nahe seinem Wohnsitz am Croom’s Hill in Greenwich beigesetzt. Im nahe gelegenen Greenwich Park erinnert eine Statue an ihn, ebenso ein Denkmal in der Westminster Abbey.
Wolfes Vater, Lieutenant General Edward Wolfe, starb am 26. März 1759 im Alter von 74 Jahren, wenige Monate vor seinem Sohn, der an seiner Seite beigesetzt wurde. Wolfes Mutter starb am 26. September 1764 im Alter von 60 Jahren.

## Bedeutung

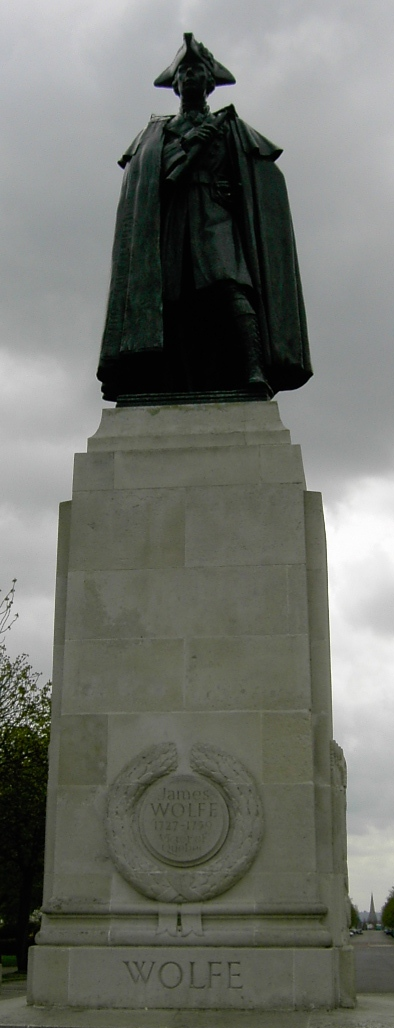
Statue von Wolfe im Greenwich Park

Wolfe gilt bis heute als einer der brillantesten britischen Generale. In seiner Erscheinung war er klein, dünn und zierlich; sein Charakter hat großes Lob hervorgerufen. Laut seinem Biographen Robert Wright (Lit.: Life of James Wolfe, London 1864) war er „impulsiv, aber nicht unbesonnen, standhaft, aber nicht störrisch, voller Selbstvertrauen, aber anspruchslos und bescheiden, ehrgeizig, aber nicht prahlerisch; großzügig, gastfreundlich und wohltätig, aber nicht extravagant, gerade heraus, aber freundlich, geistreich, aber nicht egoistisch, offenherzig, aber höflich“.
Von seinen Offizieren und Soldaten wurde er verehrt, nicht zuletzt, weil er sich trotz seiner schwachen Gesundheit nicht schonte, alle Härten teilte und sich auch größten Gefahren aussetzte. Sein Enthusiasmus und seine Begeisterungsfähigkeit wirkten ansteckend und in hohem Maße motivierend – einem anderen Historiker zufolge hatte er die Gabe, bei seinen Soldaten die besten Eigenschaften zum Vorschein zu bringen, die sie hatten.
Charakteristisch ist die Anhänglichkeit, die ihm die unter seinem Kommando stehenden schottischen Hochländer entgegenbrachten, gegen die er 1745/46 noch gekämpft hatte. Sein früher Tod im Alter von 32 Jahren war ein unersetzlicher Verlust für die britische Armee, deren Mangel an fähigen Generalen während des Amerikanischen Unabhängigkeitskrieges offenbar wurde.

## Rezeption in der Kunst
- Gemälde von Benjamin West: Der Tod des Generals Wolfe, 1770, heute in der Nation Gallery von Ottawa